# 朝鲜民主主义人民共和国汽车制造业

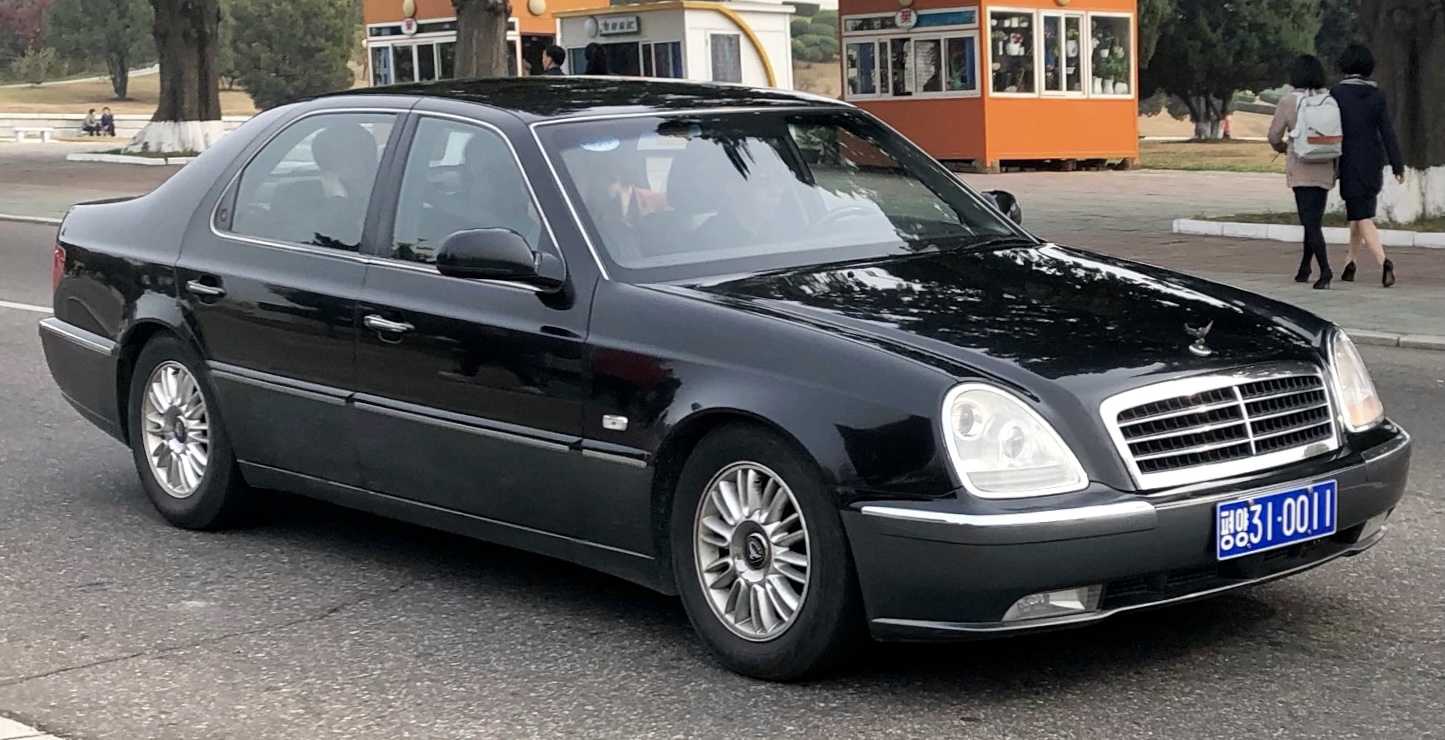
北韓平和自動車生產的平和駿馬（평화준마），原型車為韓國雙龍Chairman

朝鲜民主主义人民共和国汽车制造业是该国国民经济的一个分支，产量远低于韩国。在朝鲜，汽车的主要客户是军队和工厂；私家车十分稀少。
朝鲜民主主义人民共和国并非世界汽車工業國際協會或任何其他联合国工业委员会的成员，故关于该国的汽车制造业的资料十分稀少。世界汽車工業國際協會没有公布朝鲜的汽车产量数据。少数持有一次文献的观察人士估计朝鲜汽车年产量在四万至五万辆之间。

## 汽车制造商

### 胜利汽车制造厂

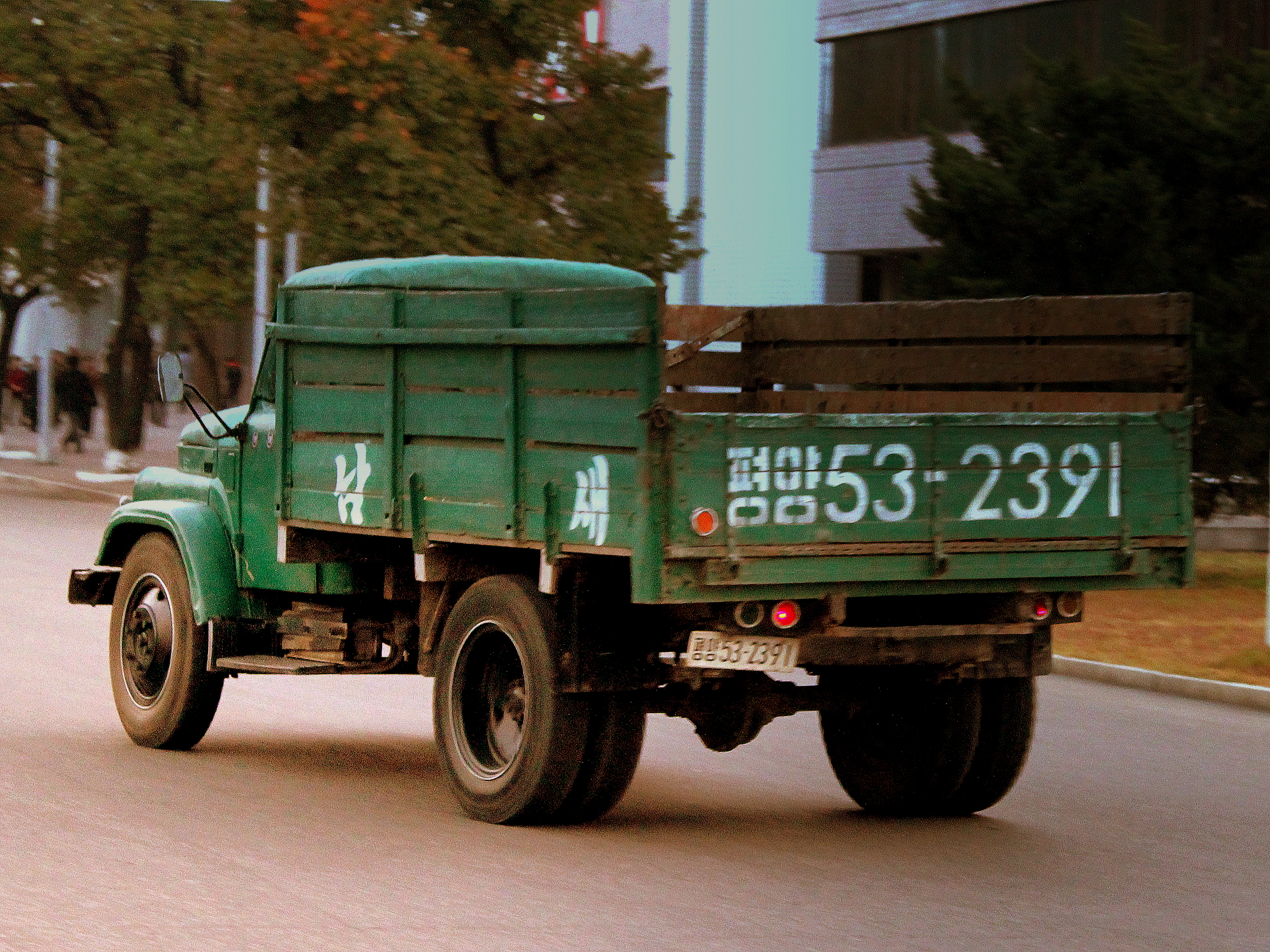
胜利58型卡车

自1950年以来，位于德川的胜利汽车制造厂一直是朝鲜第一家也是最大的汽车工厂，生产城市和越野乘用车以及小型、中型和重型货物、运输、建筑和越野卡车和公共汽车。胜利和自主等。在被平和自动车超越之前，它是朝鲜汽车工业中产能最大的工厂。据报道，所有车型都是外国汽车的仿制品或衍生品。其车辆一般用于民用和商业用途；政府官员青睐外国进口产品，武装部队则有自己的载具。
1950年11月，胜利汽车制造厂在德川汽车制造厂的基础上建立。1958年，它生产了第一辆汽车——胜利58型卡车。1975年，工厂更名为胜利汽车制造厂。1980年，政府报告的年产量为每年两万辆，但实际可能在6,000-7,000辆左右。1996年，由于国家经济困难，生产瘫痪，故只生产了约150台汽车。

### 平和自动车

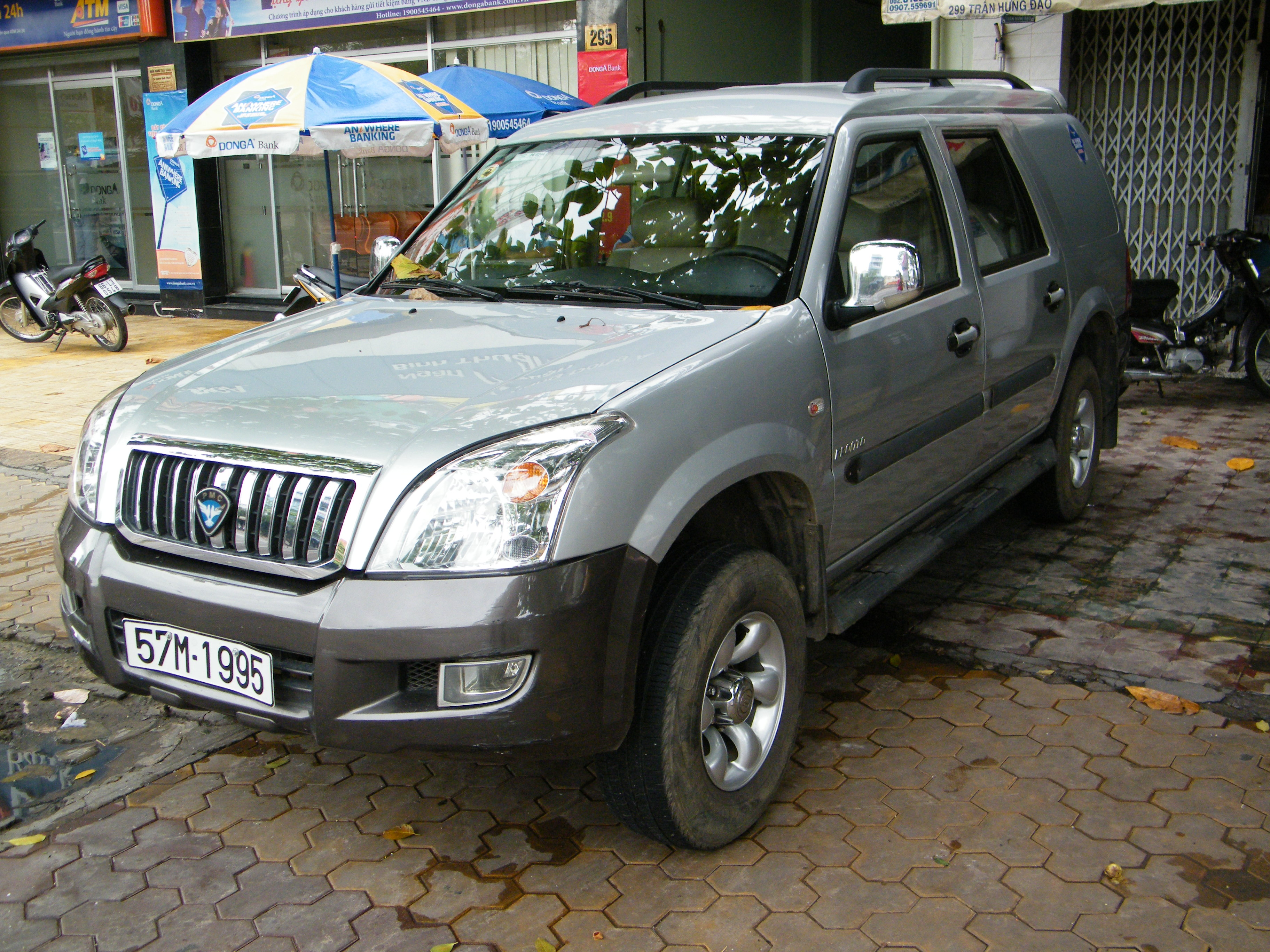
越南發售的平和Pronto GS

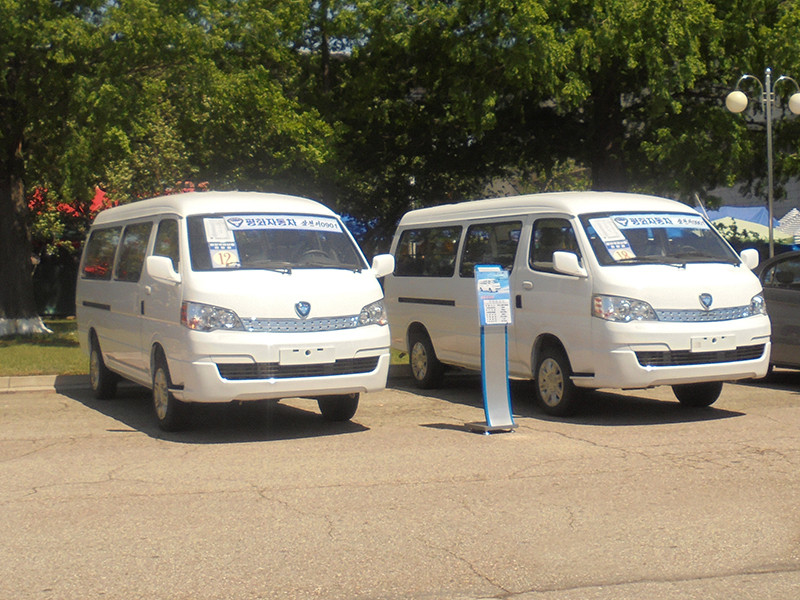
平和三千里

位于南浦的平和自动车成立于2000年，是韩国平和汽车（由文鲜明的统一教会拥有）和朝鲜連峰總會社的合资公司。平和自动车获授权使用赫维帕拉姆、布北古吉（北九木）和尊马品牌销售多功能休旅車、小型货车、 SUV和皮卡车。
平和自动车拥有在朝鲜生产、购买和销售二手车的专有权。但大多数朝鲜人无法拥有汽车。有报道称，由于该国的汽车市场非常小，平和自动车的产量非常低。2003年生产了314辆汽车（但工厂设计年产量可达一万辆）。《朝鲜制造汽车》一书的作者埃里克·范英根·舍瑙预测该厂在2005年的总产量不超过400辆。
2006年夏，宣传朝鲜国产产品的朝鲜官方杂志《对外贸易》刊登了一张平和自动车生产的新型豪华车“骏马”的照片，外观与韩国双龙主席型相似。
2006年，平和自动车与中国制造商华晨汽车达成协议，组装其基于旧版丰田Hiace衍生而来的金杯Hiace面包车。
2009年，平和自动车宣布其在朝鲜的业务实现盈利。
Mekong汽车厂也在越南销售Pregio和Pronto。

### 平城汽车厂
1968年，平城汽车厂接管了胜利汽车制造厂生产的康盛和康盛NA车型的产线：胜利-4.10 4x4 汽车（GAZ 69-吉普组合）改装型和胜利i-4.254x4皮卡改装型。1970年代还开始生产太白山和图扬轻型卡车。

### 清津客车厂
1974年以来，清津巴士厂生产了Jipsam-74型、Jipsam-86型铰接式无轨电车和Jipsam-86型、88型巴士。该厂近年亦有生产平壤千里马321型现代无轨电车。

### 平壤无轨电车厂

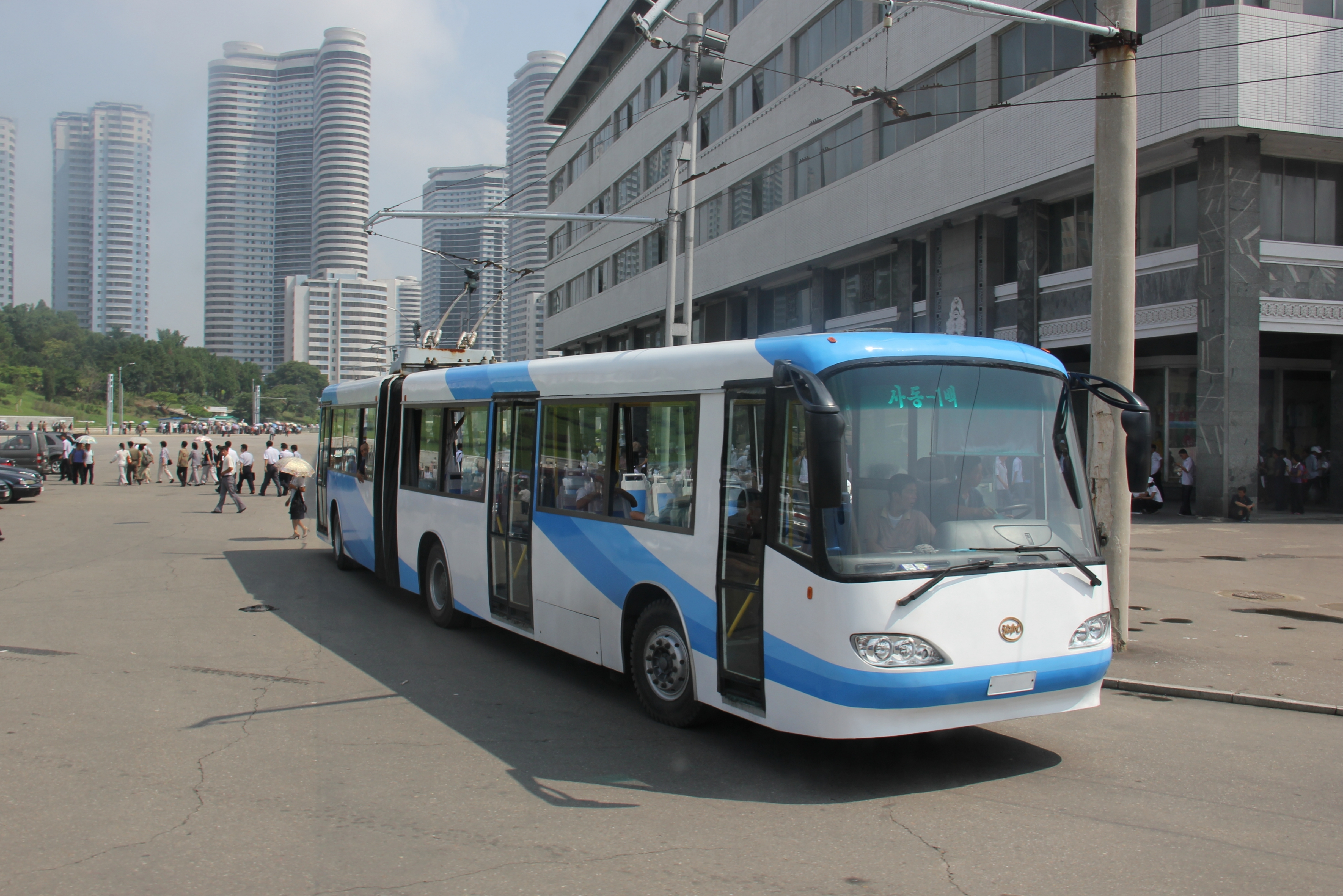
运营中的千里马091型无轨电车

自1961年以来，平壤无轨电车厂已生产千里马9.11型、9.25型、70型、72型、74型、84型、90型、901型、903型、961型、971型、091型、316型和321型。它还对伊凯洛斯260、伊凯洛斯280和卡罗萨B732/C734型无轨电车进行了一些改装。2018年，工厂进行了现代化改造，现采用数控机床等现代技术。

### 金锺泰电力机车联合企业
平壤金锺泰电力机车联合企业在1990年代开始改装中国沈阳ST4型有轨电车。部分Tatra T6B5也是在此进行改装的。

### 平壤客车厂
2021年，工厂生产了两辆新客车：平壤191双层客车和平壤192客车。这家工厂还制造了Tatra KT8D5的车身替代品统一型电车。

## 延伸阅读
- 《朝鲜制造的汽车》中国机动车文献资料中心，第七版：2010年2月。 [17]